# Дэвис, Джо (снукерист)
Джо Дэ́вис (англ. Joe Davis, 15 апреля 1901 — 10 июля 1978) — английский игрок в профессиональный снукер и английский бильярд. Родился в Дербишире. Является одним из организаторов первого чемпионата мира по снукеру, является создателем и разработчиком игры Снукер Плюс, а также членом Зала славы снукера с 2011 года.

## Ранняя карьера
Джо Дэвис начал своё восхождение к вершинам бильярда в 13 лет. В это время он победил на местном чемпионате среди любителей. Дэвис продолжал прогрессировать и получил статус профессионала в год своего совершеннолетия.

## Карьера в английском бильярде
Джо стал известен задолго до его чемпионства в снукере. Уже в 1922 он в возрасте двадцати одного года успел побывать на первенстве мира по бильярду, но уступил Тому Ньюмену. Дэвис победил на Чемпионате Мира 1928. В английском бильярде он разбирался меньше, чем в снукере, однако это не помешало Джо завоевать в общем счёте четыре титула чемпиона. Дэвис мог бы выиграть больше, но его главной целью было чемпионство именно в снукере, а не в английском бильярде. И хотя Джо ещё дважды побывал в финалах чемпионата, в обоих случаях он уступил игроку из Австралии Уолтеру Линдруму. А в 1934 он принял окончательное решение уйти из этого вида спорта.

## Снукерная карьера
Джо Дэвис всерьёз заинтересовался снукером в 1926 году, хотя поигрывал в эту игру и прежде. Тогда он вместе со своим приятелем Биллом Камкином разработал предложение по проведению профессионального чемпионата мира. Их идею вскоре приняла Ассоциация бильярда и Совет Клуба Контроля (BA&CC), и уже в ноябре начался главный турнир года. Из десяти игроков Джо снова стал лучшим. На пути к первому крупному выигрышу англичанин победил Джо Брэди, Альберта Коупа и Тома Денниса (со счётом 10:5, 16:7 и 20:11 соответственно). Эта победа стала вполне заслуженной, поскольку превосходство Дэвиса над соперниками было очевидным. Призовые победителю составили £ 6.10, а кубок чемпиона купил за свои деньги сам Джо. Такие скромные призовые объяснялись отсутствием спонсоров в то время. Но, несмотря на это, Дэвис продолжал играть и продвигать снукер вперёд.
На следующий год англичанин успешно защитил свой титул, победив Фреда Лоуренса со счётом 16:13. Кроме того, в том году также ему удалось совершить историческое событие — сделать первую сотенную серию. На трёх последующих первенствах мира Джо также не ощущал особого сопротивления со стороны своего оппонента. Раз за разом он выигрывал у Тома Денниса, причём выигрывал с большим отрывом. В 1932 году в финал чемпионата неожиданно вышел новозеландец Кларк Макконэки, однако и он не стал помехой для Дэвиса. Джо победил со счётом 30:19.
В финале восьмого по счёту первенства мира Дэвис вновь встретился с Ньюменом и вновь оказался на грани поражения, но победил, а спустя год сделал и первый официально зарегистрированный сенчури на ЧМ — 110 очков.
Однако этот рекорд не продержался и года — на чемпионате мира 1937 года Дэвис сделал сенчури в 137 очков. Тем не менее, сам выигрыш дался ему с трудом: в игре до тридцати двух побед он выиграл с преимуществом в три партии. А через год, на турнире Gold Cup Джо повысил свою планку ещё на одно очко — теперь высшая серия составляла 138.
К 1940 году Дэвис завоевал тринадцать главных титулов. Четырнадцатый достался ему в сложной борьбе: Джо со счетом 37:36 победил своего младшего брата Фреда. До круглой цифры оставался всего один успешный чемпионат, но из-за начавшейся второй мировой войны турнир был временно отменён. Долгожданный выигрыш Дэвис заполучил лишь через шесть лет, победив в финале австралийца Хорэса Линдрума, со счётом 78:67. После того чемпионата Джо Дэвис решил сняться с турнира. Причина этого решения до сих пор остаётся неразгаданной, некоторые предполагают, что он побоялся потерять статус непобедимого, 15-кратного чемпиона мира. Однако, вскоре англичанин продолжил свою карьеру и в 1955 году сделал невозможное для того снукера — максимальный брейк, хотя этому достижению предшествовал ещё один сенчури в 146, который Дэвис сделал в 1950 году. Несмотря на свой преклонный возраст, Дэвис-старший продолжал устанавливать новые рекорды. Так, в 1962 году он стал первым, кто сделал сотенный брейк, который транслировали на телевидении. Это событие произошло в показательном матче против Джона Пульмана.
- Первый телевизионный сенчури-брейк.видео Архивная копия от 21 марта 2017 на Wayback Machine

В 1963 году Джо был награждён орденом Британской империи (OBE). Ещё через год англичанин принял решение уйти из профессионального снукера.
За свою карьеру Дэвис сделал около семисот сенчури (с учётом неофициальных матчей), из них три превышают 140 очков. Он завоевал пятнадцать титулов чемпиона мира подряд — этот рекорд не побит до сих пор. Вместе с тем на некоторых из выигранных им чемпионатов мира действовала система челленджа - победитель предыдущего мирового первенства автоматически выходил в финал следующего, что давало определённое преимущество действующему чемпиону. Но именно Дэвис больше других развивал и совершенствовал снукер на протяжении многих десятилетий.
Умер Джо Дэвис в июле 1978 года в возрасте 77 лет, спустя два месяца после триумфа Дэвиса-младшего на ЧМ (на том турнире 65-летний Фред Дэвис смог дойти до полуфинала, где в упорной борьбе уступил Перри Мансу).

## Достижения в карьере
- Чемпионат мира по снукеру победитель — 1927—1940, 1946
- Чемпионат мира по английскому бильярду победитель — 1928—1930, 1932
- Чемпионат мира по английскому бильярду финалист — 1926—1927, 1933—1934
- News of the World Championship победитель — 1950, 1953, 1956
- News of the World Championship второе место — 1954—1955, 1959
- Gold Cup победитель — 1936/37, 1937/38
- Sunday Empire News Tournament победитель — 1948/49